# Non ti voltare
Non ti voltare (Ne te retourne pas) è un film del 2009 diretto da Marina de Van.
La pellicola ha per protagonisti Monica Bellucci, Sophie Marceau, Thais Fischer, Andrea Di Stefano e Brigitte Catillon. La Bellucci e la Marceau si alternano nell'interpretare il ruolo della protagonista: una scelta che trova una giustificazione nella narrazione del film. Una parte del film è stata girata in Italia nei comuni di Apulia e Lecce. Il film è stato presentato in concorso al Festival di Cannes del 2009.

## Trama
Jeanne è una scrittrice di autobiografie che vorrebbe scrivere anche un romanzo basato sui pochi frammenti della sua infanzia che le sono stati trasmessi da sua madre, ma non riesce a comporre un'opera di qualità perché priva di ricordi veri e propri sui suoi primi anni di vita. Mentre il suo editore si rifiuta di pubblicare il romanzo e sua madre riesce a leggerlo contro il suo volere, Jeanne inizia ad avere problemi anche a casa: la donna inizia a vedere cose che nessun altro vede, cambiamenti nell'ambiente domestico e nelle persone, perfino in se stessa. I bambini di Jeanne sono terrorizzati, suo marito e sua madre sono preoccupati, e così dopo alcune resistenze la donna si convince a rivolgersi ad uno psichiatra. Qui emerge che Jeanne è convinta che suo marito abbia un aspetto diverso da quello che ha in realtà, che è perfino convinta di avere di per sé un aspetto differente da quello reale, e così lo psichiatra le consiglia del riposo e dei farmaci.
Jeanne decide di cambiare aria per qualche giorno, trasferendosi a casa di sua madre. Quando va a rivolgersi alla genitrice, tuttavia, Jeanne è costretta ad aspettare sua madre perché gioca a poker: la donna odia già da tempo quest'abitudine della madre, e questo dà un ulteriore stimolo negativo alla sua psiche. Quando le due vanno finalmente a casa, si accende un grosso diverbio: la madre da un lato è terrorizzata da quanto sta accadendo a sua figlia, ma dall'altro è arrabbiata per il modo in cui è stata ritratta nel suo manoscritto. Successivamente, mentre fruga fra i suoi ricordi d'infanzia, Jeanne trova una foto di sé da piccola con sua madre ed un'altra donna: quando però chiede a sua madre chi fosse la terza donna, scopre che in realtà ha sempre visto sua madre con un aspetto difforme da quello che ha nella realtà. In realtà sua madre è dunque la terza donna nella foto, mentre quella che lei associava a sua madre è una donna italiana. A questo punto, dopo averlo comunicato a suo marito, Jeanne parte per l'Italia per scoprire di più su quella donna.
Una volta arrivata a Lecce, Jeanne trova subito la donna all'interno del suo ristorante: la donna sembra riconoscerla ed esserne infastidita, ma quando Jeanne le parla fa finta di nulla e scappa via non appena lei comincia a farle alcune domande. Nel frattempo, Jeanne ha delle strane visioni e scambia un cameriere per suo marito: si tratta in realtà del figlio della donna della foto. Quando la donna si ritira finalmente in albergo per riposare, questo cameriere va a trovarla: Jeanne crede sia andato lì per fare l'amore, ma in realtà l'uomo l'ha semplicemente scambiata per una persona che ormai non c'è più. Dopo il fraintendimento, Jeanne segue il cameriere a casa sua e si ritrova nel bel mezzo della festa di compleanno del padre di questo cameriere, nonché marito della donna del ristorante: l'uomo appare abbastanza ostile nei suoi confronti, ma ciononostante Jeanne si lascia trasportare in maniera onirica dalla pizzica suonata nella festa.
Dopo aver girovagato per la casa, Jeanne ascolta dapprima un discorso fra il cameriere e sua madre, per poi avere un confronto diretto con la donna. Jeanne scopre che in realtà il suo vero nome è Rosa Maria e che la sua vera madre è appunto la donna che ha appena conosciuto, la quale l'ha avuta in maniera illegittima. Rosa Maria aveva stretto amicizia con la vera Jeanne ed era rimasta coinvolta insieme a lei in un incidente stradale: l'evento aveva ucciso Jeanne ed aveva agito in maniera subdola sulla sua psiche, convincendola di essere in realtà Jeanne e facendo sì che riconoscesse i genitori di quest'ultima come i propri. La famiglia di Rosa Maria aveva dunque lasciato che la ragazzina partisse per la Francia. A questo punto, Rosa Maria/Jeanne può tornare finalmente a Parigi: le due identità riescono ormai a coesistere, le visioni sono terminate, e la donna può finalmente vivere in armonia con la sua famiglia e scrivere un romanzo di qualità che valga la pena leggere.